# Greatest Hits: HIStory Volume I
Pour les articles homonymes, voir Greatest Hits.
Albums de Michael Jackson
Michael Jackson Tour Souvenir Pack
(1999) Number Ones
(2003)
Greatest Hits: HIStory Volume I est une compilation du chanteur Michael Jackson parue en 2001 sous le label Epic Records. Elle est une réédition du premier disque du double album HIStory (1995). 
La compilation contient les chansons les plus connues de Michael Jackson, extraites des albums Off the Wall (1979), Thriller (1982), Bad (1987) et Dangerous (1991). 

## Liste des titres
| No  | Titre                                              | Auteur                | Durée |
| --- | -------------------------------------------------- | --------------------- | ----- |
| 1.  | Billie Jean                                        | Jackson               | 4:54  |
| 2.  | The Way You Make Me Feel                           | Jackson               | 4:57  |
| 3.  | Black or White                                     | Jackson, Bottrell     | 4:15  |
| 4.  | Rock with You                                      | Temperton             | 3:40  |
| 5.  | She's Out of My Life                               | Bahler                | 3:38  |
| 6.  | Bad                                                | Jackson               | 4:07  |
| 7.  | I Just Can't Stop Loving You (avec Siedah Garrett) | Jackson               | 4:12  |
| 8.  | Man in the Mirror                                  | Ballard, Garrett      | 5:19  |
| 9.  | Thriller                                           | Temperton, Jackson    | 5:57  |
| 10. | Beat It                                            | Jackson               | 4:18  |
| 11. | The Girl Is Mine (avec Paul McCartney)             | Jackson               | 3:41  |
| 12. | Remember the Time                                  | Riley, Jackson, Belle | 3:59  |
| 13. | Don't Stop 'Til You Get Enough                     | Jackson               | 6:05  |
| 14. | Wanna Be Startin' Somethin'                        | Jackson               | 6:04  |
| 15. | Heal the World                                     | Jackson               | 6:24  |

## Certifications
| Pays              | Certification | Unités    |
| ----------------- | ------------- | --------- |
| États-Unis (RIAA) | Platine       | 1 000 000 |